# Fernand Petitpierre
Fernand Camille Petitpierre (* 1879 in Murten, Kanton Freiburg, Schweiz; † 1972), auch Petit-Pierre, war ein Schweizer Pädagoge und Autor, der neben seinem eigenen Namen auch mit den Pseudonymen F. P. Pierre und René Lermite publizierte.

## Familie
Er war Sohn eines Schweizer Industriellen und dessen Ehefrau, der Tochter einer alten Basler Gelehrtenfamilie. Sein Neffe war der Architekt Hugo Petitpierre (1877–1967), der mit der Malerin, Zeichnerin und Grafikerin Petra Petitpierre (1905–1959), geborene Frieda Kessinger, verheiratet war.

## Schule und Studium
Nach dem Besuch des Gymnasiums in Burgdorf bei Bern, das er mit der Maturitätsprüfung abschloss, entschied er sich für ein Studium, um Lehrer zu werden. Dieses absolvierte er an den Universitäten Neuchâtel, Genf und Bern. Im Jahr 1914 promovierte er an der Universität Zürich über den deutschen Schriftsteller, Gelehrten und Bibliothekar Wilhelm Heinse zum Thema Heinse in den Jugendschriften der Jungdeutschen.

## Berufliche Entwicklung
Seine erste Anstellung als Lehrer bot ihm die Privatschule Athenaeum in Zürich. Danach war Petitpierre kurzzeitig Hauslehrer auf dem großen Gut Leo Tolstois in Jasnaja Poljana (russisch Ясная Поляна, dt. Helle Lichtung) südlich von Moskau, das zu dieser Zeit bereits von dessen Söhnen Nikolai, Sergej, Dmitrij und Leo betrieben wurde. Zeitweise unterrichtete er auch in Sankt Petersburg. Anschließend kehrte er in die heimatliche Schweiz zurück und unterrichtete an der Pestalozzischule in Zürich, bevor er nach Deutschland umsiedelte, um als Dozent für französische Sprache und Literatur in Düsseldorf zu wirken.
Von September 1915 bis Ende März 1922 und von 1926 bis 1931 arbeitete er als Französisch-Lehrer in der reformpädagogischen Freien Schulgemeinde Wickersdorf bei Saalfeld im Thüringer Wald, wo er 1929/30 als kommissarischer Schulleiter fungierte. Dieses Landerziehungsheim musste er 1922 unfreiwillig verlassen. In einem Schreiben an Gustav Wyneken machte er seine Kollegen Rudolf Aeschlimann, Martin Luserke und Paul Reiner dafür verantwortlich, von ihm als „Triumvirat“ bezeichnet. Diese hätten ein Interesse daran, Kollegen wie Petitpierre, die Vertraute und Anhänger von Wyneken waren, aus dem Internat zu entfernen. Gustav Wyneken, Carl Maria Weber, Otto Peltzer, Petitpierre und weitere vertraten den so bezeichneten „pädagogischen Eros“ und betrachteten die dorische Knabenliebe als höchstes Gut und Vollendung ihres Lehrerberufs – nicht nur theoretisch, sondern ganz praktisch. Wegen pädosexueller Vorkommnisse hatte Wyneken die Schule 1920 verlassen müssen. Zuvor war er während des so bezeichneten „Eros-Prozesses“ zu einem Jahr Gefängnis verurteilt worden. Petitpierre wiederum wurde von dem Schüler Kalistros Thielicke (1905–1944) beschuldigt, ihm trotz seiner Gegenwehr auf gewaltsame Weise zu nahe gekommen zu sein. Petitpierre war ein ergebener Anhänger Wynekens, stand mit diesem in regelmäßigem Kontakt und blieb ihm zeitlebens tief verbunden.
1931 arbeitete Petitpierre zunächst an einer „Presse“, wie man seinerzeit Privatschulen bezeichnete, die sich auf die Vorbereitung älterer Schüler für die Maturitätsprüfung spezialisiert hatten und diese auch abnahmen. Danach war er bis 1935 an einer städtischen höheren Schule beschäftigt, die er freiwillig verließ, „weil ich die Monotonie dieses unvermeidlich Kasernenmässige bei aller gutgemeinten Verschönerung nicht mehr aushalten konnte“. Seit den späten 1930er Jahren bis 1962 war er Sprachlehrer an der Züricher Privatschule Juventus, danach ebenda noch einige Jahre mit Lehrauftrag, um ältere Schüler auf die Maturitätsprüfungen vorzubereiten.
Unter dem Pseudonym René Lermite veröffentlichte Petitpierre in den 1930er und 1940er Jahren mehrere homoerotisch eingefärbte Gedichtbände und Novellen. Er betrachtete sich selbst jedoch als „poète maudit“, als verfemten Dichter, der weder Gegenwart noch Zukunft habe.
Sein Nachlass befindet sich in der Niedersächsischen Staats- und Universitätsbibliothek in Göttingen, besteht jedoch lediglich aus einigen Manuskripten.

## Veröffentlichungen
- Heinse in den Jugendschriften der Jungdeutschen. Gebrüder Leemann & Co., Zürich 1915. OCLC 457579572
- Die Schule von morgen. Verlag der Zelle, Zürich-Zollikerberg 1925. OCLC 883186963
- Der Arbeiter und die Schule. Worte an die Arbeiter. E. Graubner, Leipzig 1927 und Verlag der Zelle, Zürich-Zollikerberg 1927. OCLC 72179307
- Vom Geist der neuen Schule. Worte an die Lehrer. Verlag der Zelle, Zürich-Zollikerberg 1927. OCLC 883178738
- Der Bau. Ein Fernbild von übermorgen. [Plan für eine] Schulkolonie. Verlag der Zelle, Zürich-Zollikerberg 1931. OCLC 719166611
- mit August Hüppy: Lehrbuch der französischen Sprache für das Gastwirtschaftsgewerbe. Cours Pratique de Langue Française. Im Auftrage des Schweizerischen Wirtevereins verfasst. Verlag des Schweizerischen Wirtevereins, Zürich 1934. OCLC 72012310
- als René Lermite (Pseudonym): Die blaue Strasse. Ein Traumspiel. Verlag der Zelle, Zürich-Zollikerberg 1937. OCLC 723654303
- ders.: Die dunkle Wanderung. Ein Weg in Gedichten. Verlag der Zelle, Zürich-Zollikerberg 1940. OCLC 250584542
- ders.: Hymnen der dunklen Wanderung. Wegweiserverlag, Zürich 1945. OCLC 603146798
- ders.: Worte an die Schar. Wegweiserverlag, Zürich 1948. OCLC 18404690